# 필립 존슨
필립 코텔유 존슨(Philip Cortelyou Johnson, 1906년 7월 8일 ~ 2005년 1월 25일)는 미국의 건축가이다. 그의 빽빽하고 둥근 틀의 유리와 함께 존슨은 수십 년간 미국 건축에서 가장 눈에 띄고 영향력 있는 인물이었다.
1930년 뉴욕시에 있는 현대 미술 박물관에 디자인과 건축부를 설립했고, 1978년에는 이사로서 미국 건축 협회 금메달을 수상했으며, 1979년 첫 번째 프리츠커 상을 받았다. 그는 하버드 대학교 디자인 대학원의 학생이었다.